# Rådighedsbeløb
Rådighedsbeløbet er det beløb af en løn, som er tilbage når der er betalt skat, arbejdsmarkedsbidrag og faste udgifter.
Faste udgifter udgør afdrag på gæld, husleje, el, vand og varme, licens, forsikringer og bildrift, kontingenter mv.
Altså omkostninger, som er faste beløb og beløb, som man har forpligtet sig til at betale jævnt over året.
Rådighedsbeløbet er altså det beløb, som kan bruge til mad, rengøring, tøj, kultur mv.
|          | + Bruttoløn | - Skat i %       | - Afgifter i % | - Faste udgifter                            | = Rådighedsbeløb    |
| -------- | ----------- | ---------------- | -------------- | ------------------------------------------- | ------------------- |
| Eksempel | Bruttoløn   | 40% af 20.000 kr | 8% af 20.000   | Fx el, vand, varme, internet (opgives i kr) | Rådighedsbeløb i kr |
| Beløb    | 20.000 kr   | - 8.000 kr       | - 1.600 kr     | 7.800 kr                                    | 2.600 kr            |

Skatten er i eksemplet et udtryk for den samlede skat bestående af Kommunalskat, Statsskat og evt. kirkeskat.
Kommunalskatten er varierende alt efter hvad kommune man betaler skat i, og kirkeskat betales kun af medlemmer af den danske folkekirke.
Afgifter i eksemplet dækker over et arbejdsmarkedsbidrag på 8%.

## SKAT's rådighedsbeløb
I tilfælde af restancer fastsætter SKAT årligt et rådighedsbeløb, afhængig af hustandens størrelse. 
Beløbet anvendes til at vurdere, hvorvidt det er muligt for SKAT's inddrivelsescenter at foretage lønindholdelse.